# Facundo Peraza
Facundo Peraza Fontana (Canelones Departamento de Canelones, Uruguay 27 de julio de 1992), conocido simplemente como Facundo Peraza, es un futbolista uruguayo que juega como delantero en Magallanes de la Liga de Ascenso de Chile.

## Trayectoria
Debutó como profesional el 19 de mayo de 2012, con Boston River en Segunda División, jugó como titular ante Huracán y empataron 1 a 1.

## Estadísticas

### Clubes
| Club                                                                                                   | Div.          | Temporada     | Liga  | Liga  | Copas nacionales(1) | Copas nacionales(1) | Torneos internacionales | Torneos internacionales | Total | Total |
| Club                                                                                                   | Div.          | Temporada     | Part. | Goles | Part.               | Goles               | Part.                   | Goles                   | Part. | Goles |
| --- | ------------- | ------------- | ----- | ----- | ------------------- | ------------------- | ----------------------- | ----------------------- | ----- | ----- |
| Boston River · Uruguay                                                                                 | 2.ª           | 2011-12       | 2     | 0     | -                   | -                   | -                       | -                       | 2     | 0     |
| Boston River · Uruguay                                                                                 | 2.ª           | 2012-13       | 27    | 6     | -                   | -                   | -                       | -                       | 27    | 6     |
| Boston River · Uruguay                                                                                 | 2.ª           | 2013-14       | 12    | 2     | -                   | -                   | -                       | -                       | 12    | 2     |
| Boston River · Uruguay                                                                                 | Total club    | Total club    | 41    | 8     | 0                   | 0                   | 0                       | 0                       | 41    | 8     |
| Aucas · Ecuador                                                                                        | 2.ª           | 2014          | 8     | 0     | -                   | -                   | -                       | -                       | 8     | 0     |
| Aucas · Ecuador                                                                                        | Total club    | Total club    | 8     | 0     | 0                   | 0                   | 0                       | 0                       | 8     | 0     |
| Atenas de San Carlos · Uruguay                                                                         | 1.ª           | 2014-15       | 20    | 8     | -                   | -                   | -                       | -                       | 20    | 8     |
| Atenas de San Carlos · Uruguay                                                                         | Total club    | Total club    | 20    | 8     | 0                   | 0                   | 0                       | 0                       | 20    | 8     |
| Cobreloa · Chile                                                                                       | 1.ª           | 2015-16       | 10    | 2     | 4                   | 0                   | -                       | -                       | 14    | 2     |
| Cobreloa · Chile                                                                                       | Total club    | Total club    | 10    | 2     | 4                   | 0                   | 0                       | 0                       | 14    | 2     |
| Cerro · Uruguay                                                                                        | 1.ª           | 2015-16       | 4     | 0     | -                   | -                   | -                       | -                       | 4     | 0     |
| Cerro · Uruguay                                                                                        | 1.ª           | 2016          | 14    | 3     | -                   | -                   | -                       | -                       | 14    | 3     |
| Cerro · Uruguay                                                                                        | 1.ª           | 2017          | 21    | 5     | -                   | -                   | 1                       | 0                       | 22    | 5     |
| Cerro · Uruguay                                                                                        | 1.ª           | 2019          | 26    | 4     | -                   | -                   | 3                       | 0                       | 29    | 4     |
| Cerro · Uruguay                                                                                        | Total club    | Total club    | 65    | 12    | 0                   | 0                   | 4                       | 0                       | 69    | 12    |
| River Plate · Uruguay                                                                                  | 1.ª           | 2017          | 11    | 0     | -                   | -                   | -                       | -                       | 11    | 0     |
| River Plate · Uruguay                                                                                  | 1.ª           | 2018          | 16    | 0     | -                   | -                   | -                       | -                       | 16    | 0     |
| River Plate · Uruguay                                                                                  | Total club    | Total club    | 27    | 0     | 0                   | 0                   | 0                       | 0                       | 27    | 0     |
| Academia Puerto Cabello · Venezuela                                                                    | 1.ª           | 2018          | 13    | 0     | -                   | -                   | -                       | -                       | 13    | 0     |
| Academia Puerto Cabello · Venezuela                                                                    | Total club    | Total club    | 13    | 0     | 0                   | 0                   | 0                       | 0                       | 13    | 0     |
| Progreso · Uruguay                                                                                     | 1.ª           | 2020          | 23    | 2     | -                   | -                   | 2                       | 0                       | 25    | 2     |
| Progreso · Uruguay                                                                                     | Total club    | Total club    | 23    | 2     | 0                   | 0                   | 2                       | 0                       | 25    | 2     |
| Rentistas · Uruguay                                                                                    | 1.ª           | 2021          | 17    | 0     | -                   | -                   | 4                       | 0                       | 21    | 0     |
| Rentistas · Uruguay                                                                                    | Total club    | Total club    | 17    | 0     | 0                   | 0                   | 4                       | 0                       | 21    | 0     |
| UTC de Cajamarca · Perú                                                                                | 1.ª           | 2022          | 35    | 15    | -                   | -                   | -                       | -                       | 35    | 15    |
| UTC de Cajamarca · Perú                                                                                | 1.ª           | 2023          | 33    | 10    | -                   | -                   | -                       | -                       | 33    | 10    |
| UTC de Cajamarca · Perú                                                                                | Total club    | Total club    | 68    | 25    | 0                   | 0                   | 0                       | 0                       | 68    | 25    |
| Al Urooba · EAU                                                                                        | 1.ª           | 2024          | 0     | 0     | -                   | -                   | 0                       | 0                       | 0     | 0     |
| Al Urooba · EAU                                                                                        | Total club    | Total club    | 0     | 0     | 0                   | 0                   | 0                       | 0                       | 0     | 0     |
| Total carrera                                                                                          | Total carrera | Total carrera | 292   | 57    | 4                   | 0                   | 10                      | 0                       | 306   | 57    |
| (1)Incluidos los datos del playoff por el 3º ascenso de Segunda División (2012-13) y Copa Chile (2015) |               |               |       |       |                     |                     |                         |                         |       |       |

## Palmarés

### Títulos nacionales
| Competición        | Equipo | País    | Año  |
| ------------------ | ------ | ------- | ---- |
| Serie B de Ecuador | Aucas  | Ecuador | 2014 |